# زنان جیمز جویس
زنان جیمز جویس (انگلیسی: James Joyce's Women) یک فیلم درام بریتانیایی است که در سال ۱۹۸۵ منتشر شد. از بازیگران آن می‌توان به فیونولا فلانگان اشاره کرد.